# Libériens unis pour la réconciliation et la démocratie

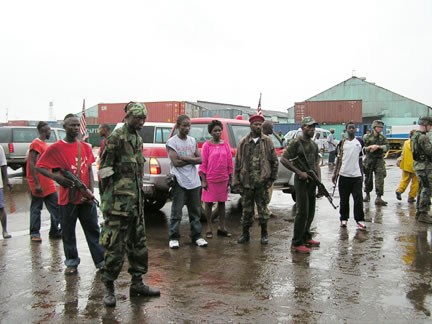
Le général du LURD Mohammed Sheriff alias Cobra, avec ses gardes à Monrovia.

Libériens unis pour la réconciliation et la démocratie (Liberians United for Reconciliation and Democracy - LURD) est un groupe rebelle libérien actif de 1999 à 2003, durant la deuxième guerre civile libérienne. Dirigé par Sekou Conneh, ce groupe a été formellement dissous, mais certains de ses membres continuent de jouer un rôle dans la vie politique libérienne.